# Джеймс Гамільтон, герцог де Шательро

Герб графів Арран

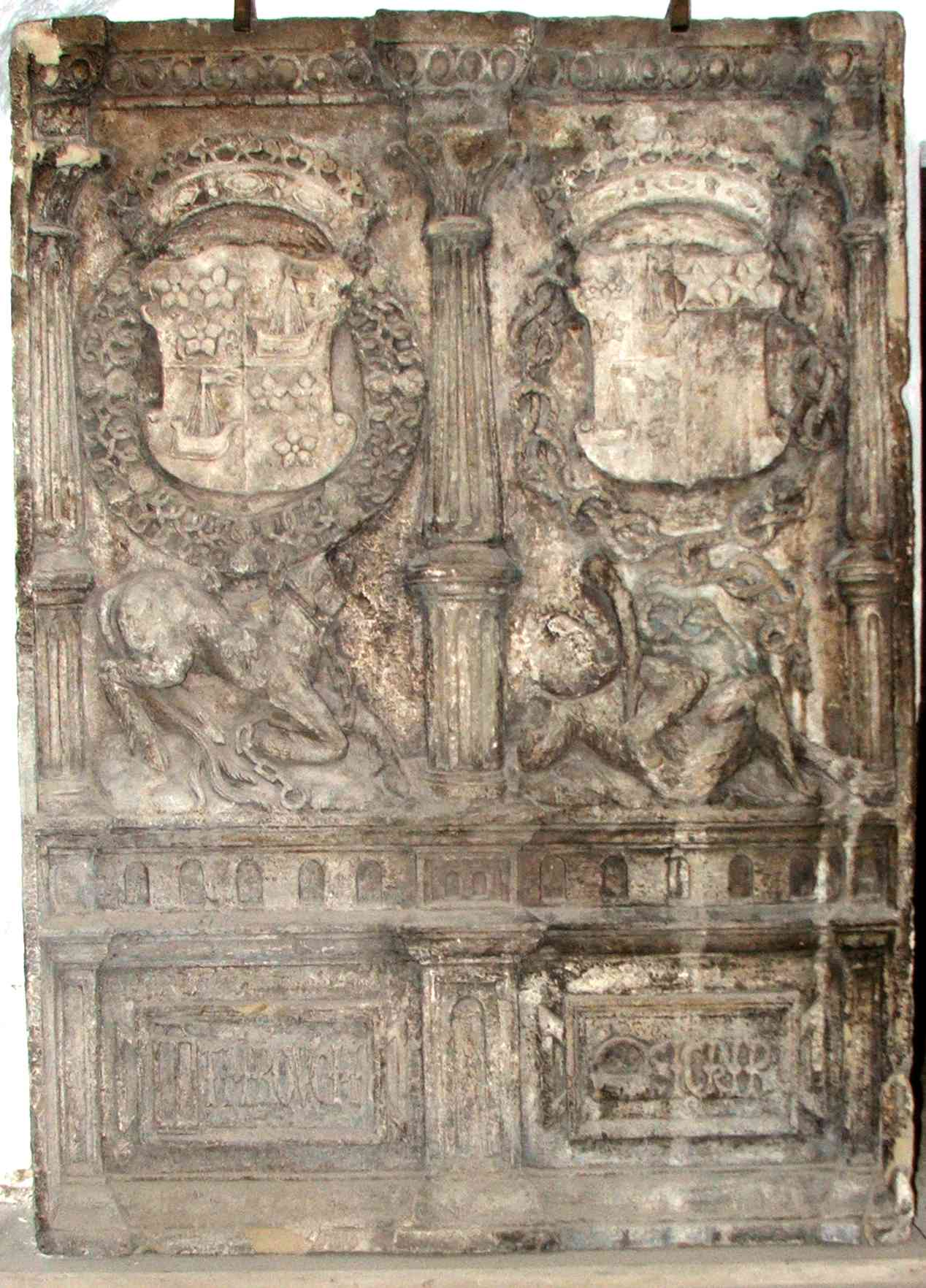
Герби герцога де Шательро та Маргарити Гамільтон на стінах Кіннейл-хаус, Шотландія.

Джеймс Гамільтон (англ. James Hamilton) (1516—22 січня 1575) — ІІ граф Арран (1529—1575), герцог Шательро (1549—1559) — шотландський аристократ, регент королівства Шотландія в 1543—1554 роках, один з головних політичних діячів Шотландії в часи правління королеви Марії І Стюарт.

## Життєпис

### Спадкоємець корони Шотландії
Джеймс Гамільтон був другим сином Джеймса Гамільтона — І графа Арран — одного з головних політичних діячів Шотландії часів неповноліття короля Шотландії Якова V. Життя і доля Джеймса Гамільтона визначалася одним єдиним фактором — він був близьким родичем королів Шотландії. Він був онуком Марії Стюарт , дочки короля Шотландії Якова ІІ. З моменту смерті герцога Олбані в 1536 році і до кінця свого життя Джеймс Гамільтон був спадкоємцем короля Шотландії (спочатку Якова V, потім королеви Марії І Стюарт, потім Якова VI). На час громадянської війни в Шотландії в середині XVI століття корона була майже в його руках, але він так і не зміг оволодіти нею і посісти трон королів Шотландії.

### Регент Шотландії
Після смерті короля Якова V в грудні 1542 році граф Арран, як найближчий родич неповнолітньої королеви Марії І Стюарт, був призначений регентом Шотландії. Регентська рада була сформована без згоди найближчого оточення покійного короля на чолі з кардиналом Бітоном, що був ініціатором переслідування графа Арран за його прихильність протестантизму наприкінці правління короля Якова V. Але повернення в Шотландію шляхти, яка була вигнана або втекла від переслідувань покійного короля в Англію, радикально змінило політичну ситуацію в Шотландії.
Наприкінці січня 1543 року регент заарештував кардинала Бітона і сформував уряд з колишніх емігрантів на чолі з графом Ангусом. Новий уряд почав проводити політику, спрямовану на примирення і зближення з Англією, поширення в Шотландії протестантизму. 1 червня 1543 року був укладений Гринвіцький договір з Англією, згідно якого королева Шотландії Марія І Стюарт повинна була вийти заміж за сина і спадкоємця англійського короля Генріха VIII — принца Едуарда.
Король Англії Генріх VIII запропонував графу Арран у випадку опору шотландців цьому шлюбу, розділити країну, при цьому Джеймсу Гамільтону дісталась би Північна Шотландія — Хайленд. Але це було неприйнятно для графа Арран, особливо якщо врахувати, що основні володіння його знаходились в південній частині країни. Одночасно в Шотландії посилилась франкофільська партія, яку очолили королева-мати Марія де Гіз та кардинал Бітон. Неприйнятні вимоги короля Англії і можливості, які відкривалися перед Гамільтоном у випадку спілки з лідером шотландської церкви, примусили графа Арран різко змінити політичний курс: наприкінці 1543 року регент усунув від влади графа Ангуса та англофільських радників і призначив канцлером Шотландії кардинала Бітона. Гринвіцька угода була анульована, була відновлена угода з Францією і закони проти єретиків.

### Війна з Англією
Спілка з Францією спровокувала нову війну з Англією. У 1544—1545 роках англійські війська на чолі з графом Гертфордом неодноразово здійснювали напади на територію Шотландії. Опір чинили тільки місцеві клани. Англійська армія грабувала Лотіан та Прикордоння. Шотландія не змогла чинити опір військовій потузі Англії. Граф Арран був усунутий від влади. Посилилась влада Марії де Гіз, яка змогла залучити на свій бік широке коло шотландських кланів та поміркованих англофілів. У відповідь на владу католиків радикальні протестанти вбили кардинала Бітона 29 травня 1546 року. Регент Арран звернувся до Франції по допомогу. Він спробував захопити замок Сент-Ендрюс і звільнити свого сина, якого утримували там у заручниках вбивці кардинала. Це спровокувало нове вторгнення англійських військ в Шотландію 10 вересня 1547 року. Шотландська армія, яку очолив граф Арран була вщент розбита англійською армією в битві під Пінкі Клев. Внаслідок цієї поразки була окупована Англією вся південно-східна частина Шотландії. Регент Шотландії не мав сил для опору агресору та окупанту. Крім того в Шотландії був сильний релігійний розкол — протестанти вітали англійські війська як визволителів від католиків.

### Франкофільство
Графу Арран не лишилось іншого виходу як максимально піти на зустріч Франції. У середині 1548 року французька армія висадилась в Шотландії. 7 липня 1548 року регент підписав договір про шлюб королеви Марії Стюарт з Франциском Валуа — сином короля Франції Генріха ІІ. Юна королева була відправлена до Франції. За це в лютому 1549 року Джеймс Гамільтон отримав від короля Генріха ІІ в дар титул герцога Шательро і великі земельні володіння у Франції. Політика графа Арран принесла результати — до кінця 1549 року англійські війська були вигнані з Шотландії. У період 1549—1554 років граф Арран намагався досягти миру в Шотландії — помирити шотландські клани та католиків з протестантами. Ситуація погіршувалась тим, що традиційно ворожі шотландські клани одні прийняли протестантизм, інші лишилися вірними католицизму. Граф Арран намагався дійти компромісу: по ініціативі Гамільтона був ухвалений новий катехізис, в якому був явний вплив лютеранства. Але регент Арран вже не мав впливу в країні, його спроби помирити протестантів і католиків були приречені на провал. Тим часом в Англії на престол зійшла королева-католичка Марія І Тюдор. Англійська загроза зменшилась. Цим скористалась Франція: під її тиском в квітні 1554 року парламент Шотландії позбавив герцога де Шательро посади регента. Посада регентки була передана Марії де Гіз, що була найбільш вірною союзницею Франції.

### Лідер протестантської революції
Джеймс Гамільтон вирішив знайти опору серед протестантів. У травні 1559 році в Шотландії спалахнула протестантська революція. У місті Перт піднялось повстання протестантів. Повстання швидко поширилось на значну частину країни. Марія де Гіз була вигнана з Единбургу. Граф Арран спочатку робив вигляд, що він є посередником між католиками і протестантами, відверто став на сторону протестантських кланів. Виникла ідея шлюбу старшого сина герцога Арран та нової королеви Англії Єлизавети І. Ця ідея сподобалась графу Арран — у випадку реалізації проекту корона Шотландії опинилась би в його руках. 19 вересня 1559 року граф Арран відкрито заявив про свій перехід на бік протестантів. Смерть Марії де Гіз в червні 1560 року та Единбурзький договір 6 липня 1560 року означали перемогу протестантської революції в Шотландії.
Але граф Арран не зміг скористатися плодами перемоги революції. Він не зміг тоді скинути королеву Марію І Стюарт з престолу. Час був втрачений: 5 грудня 1560 року помер Франциск ІІ, королева Марія І Стюарт повернулась в Шотландію. У 1561 році Єлизавета І відкинула кандидатуру молодого Гамільтона в ролі чоловіка.
19 серпня 1561 року Марія Стюарт повернулась до Шотландії. Граф Арран вирішив одружити Марію Стюарт і свого сина. Але Марія Стюарт відмовилась одружуватись з радикальним протестантом. Крім того молодий Гамільтон збожеволів. Граф Арран був усунутий від влади енергійними молодими лідерами протестантів — графом Мореї та Вільямом Мейтландом. Але королева Марія Стюарт поспішила одружитися з лордом Дарнлі — представником ворожої Гамільтону групи аристократів Леннокс. Граф Арран об'єднався з графом Мореї і влаштував заколот у 1565 році. Заколот провалився і він змушений був тікати до Франції.

### Лідер партії королеви
У лютому 1569 року після падіння королеви Марії Стюарт граф Арран повернувся на батьківщину. Шотландія перебувала в стані громадянської війни між прибічниками скинутої королеви (граф Гантлі, граф Аргайл) та радикальними протестантами (графи Мореї, Мортон, Леннокс). Знову виникла ідея одруження одного з синів графа Арран з Марією Стюарт. Граф Арран знову став на сторону королеви. Армія Марії Стюарт була розбита у битві під Лангсайд 13 травня 1568 року. Виникло нове протистояння — «партії королеви» і «партії короля» (неповнолітнього Якова VI). Граф Арран успішно діяв проти «партії короля» на заході Шотландії, але з часом прибічників Марії Стюарт ставало все менше і менше. Одночасно посилилась англійська дипломатія.
23 лютого 1573 року під тиском королеви Англії Єлизавети І відбулось так зване «Пертське примирення». Граф Арран та його сини та граф Гантлі, лідери партії королеви визнали королем Шотландії Якова VI. Впав Единбург — останній оплот Марії Стюарт. Смерть графа Арран у 1575 році відкрила перед Шотландією перспективу миру.

## Родина
Джеймс Гамільтон одружився в 1532 році з леді Маргарет Дуглас — дочкою Джеймса Дугласа — ІІІ графа Мортон та Кетрін Стюарт — дочкою короля Шотландії Якова IV. Його старший зведений брат Джеймс Гамільтон Фіннартс заплатив Мортону 4000 марок як частину шлюбного контракту. У результату цього шлюбу народились діти:
- Джеймс Гамільтон — ІІІ граф Арран
- Леді Енн Гамільтон — одружилась з Джорджом Гордоном , V графом Гантлі
- Леді Джейн Гамільтон — вийшла заміж за Хью Монтгомері — ІІІ графа Еглінтон
- Леді Барбара Гамільтон — одружилась з Олександром Гордоном — лордом Гордон, а потім з Джеймсом Флемінгом — IV лордом Флемінгом
- Джон Гамільтон — І маркіз Гамільтон — одружився з Маргарет, дочкою Джона Ліона — VII лорда Гламіс
- Леді Маргарет Гамільтон — вийшла заміж за сера Олександра Петейна
- Гевейн Гамільтон — помер в дитинстві
- Леді Елізабет Гамільтон
- Девід Гамільтон — мав трьох дітей в 1575 році
- Клауд Гамільтон — І лорд Пейслі — одружився з Маргарет — дочкою Джорджа Сетона — VII лорда Сетона